# Yoshikazu Yasuhiko
Yoshikazu Yasuhiko (安彦 良和, Yasuhiko Yoshikazu) est un animateur, réalisateur et auteur de bande dessinée japonaise né le 9 décembre 1947 à Engaru dans la préfecture de Hokkaidō, au Japon.
Il est principalement connu pour son manga Arion, pour le film d'animation Venus Wars et en tant que concepteur des personnages de Gundam.

## Biographie
Il est né le 9 décembre 1947  à Engaru dans la préfecture de Hokkaidō, au Japon.
Il quitte l'université pour rejoindre le studio Mushi Production et il commence sur Nathalie et ses amis (さすらいの太陽, Sasurai no Taiyō).

## Œuvre

### TV
- 1971 : Nathalie et ses amis (en) (さすらいの太陽, Sasurai no Taiyō?) (character design[1],[ANN 1]).
- 1973 : Zero Tester (ja) (ゼロテスター, Zerotesutā?) (character design[ANN 2]).
- 1974 : Yamato (宇宙戦艦ヤマト, Uchū Senkan Yamato?) (storyboards[2]).
- 1975 :
  - Yūsha Raideen (勇者ライディーン, Yūsha Raidīn?) (character design, directeur de l'animation[ANN 3]).
  - Kum Kum (わんぱく大昔クムクム, Wanpaku Omukashi Kum Kum?) (scénario, créateur, character design, directeur de l'animation[ANN 4]).
- 1976 :
  - Chōdenji Robo Combattler V (en) (超電磁ロボ コン・バトラーＶ, Chōdenji Robo Konbatorā Bui?) (character design[ANN 5]).
  - Robokko Beeton (ろぼっ子ビートン?) (character design, directeur de l'animation[ANN 6]).
- 1977 : Invincible Super Man Zambot 3 (無敵超人ザンボット3?) (character design[ANN 7])[3].
- 1978 : Le Petit Prince (星の王子さま プチ・プランス?) (character design[ANN 8]).
- 1979 : Mobile Suit Gundam (ファーストガンダム?) (character design)[ANN 9].
- 1982 : White Fang (白い牙ホワイトファング物語, Shiroi Kiba White Fang Monogatari?) (character design, directeur de l'animation)[ANN 10].
- 1984 : Giant Gorg (巨神ゴーグ?) (directeur en chef, storyboards des épisodes 1 à 4), créateur, character design, directeur de l'animation)[ANN 11].
- 1985 : Mobile Suit Zeta Gundam (機動戦士Zガンダム?) (character design)[ANN 12].
- 1987 : Kaze to Ki no Uta SANCTUS -Sei naru kana- (風と木の詩 SANCTUS -聖なるかな-?) (directeur, storyboards)[ANN 13].
- 1995 : Super Atragon (新海底軍艦, Shin Kaitei Gunkan?) (character design)[ANN 14].
- 2014 : Strange+ (ストレンジ・プラス?) (crédité au générique de fin de l'épisode 8)[ANN 15].

### OVA
- 1989 : Crusher Joe: The OVA's (クラッシャージョウ OVA?) (character design)[ANN 16]
- 2009 : Mobile Suit Gundam Unicorn (créateur du character design, illustrateur de l'histoire originale)
- 2015 : Mobile Suit Gundam: The Origin (directeur en chef, storyboard des épisodes 1-4, créateur du manga d'origine, character design)

### Film
- 1983 : Crusher Joe (クラッシャージョウ?) (directeur, script, scénario, storyboards, character design, directeur de l'animation)[ANN 17]
- 1986 : Arion (directeur, character design[4])
- 1989 : Venus Wars (créateur, directeur, character design)
- 1991 : Mobile Suit Gundam F91 (character design)
- 2022 : Mobile Suit Gundam: Cucuruz Doan's Island (機動戦士ガンダム ククルス・ドアンの島, Kidō Senshi Gundam: Cucuruz Doan no Shima?) (réalisateur, character design)[ANN 18]

### Manga
- 1979 – 1984 : Arion (アリオン?)[ANN 19], pré-publié dans le magazine Ryu ; 5 volumes chez Tokuma Shoten[BU 1].
- 1986 : Kurd no hoshi (クルドの星?), pré-publié dans le magazine Shounen Captain ; 3 volumes chez Tokuma Shoten. Republié en 2 volumes chez Gakken Publishing en 1990[BU 2].
- 1986 – 1990 : Venus Wars (ヴィナス戦記, Venus Senki?), pré-publié dans le magazine Comic NORA ; 4 volumes chez Gakken en 1991[BU 3].
- 1988 : Center Court (Cコート, C kouto?), 1 volume chez Tokuma Shouten[BU 4].
- 1989 : Okuninushi Namuji (ナムジー大国主?), pré-publié dans le magazine Animage ; 5 volumes chez Tokuma Shouten. Republié chez Chuokoron-Shinsha en 1997 et 2003 ; chez Kadokawa Shoten en 2012[BU 5].
- 1990 : Nijiiro no Trotsky (虹色のトロツキー?), pré-publié dans le magazine Comic Tom ; 8 volumes chez Ushio Shuppansha. Republié en Bunkoban chez Chuokoron-Shinsha et en édition collector chez Futabasha[BU 6].
- 1992 :
  - Anton (安东?), pré-publié dans le magazine Comic Nora ; 3 volumes chez Gakken Publishing[BU 7].
  - Jinmu (神武?), 5 volumes chez Tokuma Shoten ; republié en 4 volumes chez Chuokoron-Shinsha[BU 7].
- 1995 – 1996 : Jeanne (ジャンヌ, Joan?), publié en 3 volumes chez Nippon Housou Shuppan Kyoukai ; republié en 1 volume en 2002[BU 8],[5].
- 1997 :
  - Oudou no inu (王道の狗?), pré-publié dans le magazine Mr. Magazine ; 6 volumes chez Kodansha, republié chez Hakusensha en 2004[BU 9].
  - Jésus (イエス, Iesu?), publié en 2 volumes chez Nippon Housou Shuppan Kyoukai ; republié en 1 volume en 2003[BU 10],[6].
- 1998 : Maraya (マラヤ?), pré-publié dans le magazine Dengeki Comic Gao! ; 4 volumes chez MediaWorks[BU 11].
- 1998 – 1999 : Waga nawa Nero (我が名はネロ?), 2 volumes publiés chez Bungei Shunju ; republié chez Chuuoukouron Shinshaen 2003[BU 12].
- 2000 :
  - Dattan typhoon (韃靼タイフーン?), pré publié dans le magazine Comic Flapper ; 4 volumes, puis 3 Bunkoban chez Media Factory[BU 13].
  - Nomi no Ou (蚤の王?), pré publié dans le magazine Morning Shin-Magnum Special ; 1 volume chez Media Factory[BU 13].
- 2001 : Mobile Suit Gundam: The Origin (機動戦士ガンダムTHE ORIGIN, Kidou Senshi Gundam - The Origin?), pré-publié dans les magazines Comic Walker et Gundam Ace ; 23 volumes puis 12 Aizōban chez Kadokawa Shoten[BU 14].
- 2003 : Alexandros ~Dream for World Conquest~ (アレクサンドロス~世界帝国への夢~, Alexandros - Sekai Teikoku e no Yume?), 1 volume chez NHK Shuppan[BU 15].
- 2006 : Uruwashijima Yume Monogatari (麗島夢譚?), pré-publié dans le magazine Comic Ryu ; 4 volumes chez Tokuma Shoten[BU 16].
- 2012 :
  - Yamato Takeru (ヤマトタケル?), pré-publié dans le magazine Samurai A ; 6 volumes chez Kadokawa Shoten[BU 17].
  - Ten no Ketsumyaku (天の血脈?), pré-publié dans le magazine Afternoon ; 8 volumes chez Kodansha[BU 18].
- 2014 : Mobile Suit Gundam - The Origin - Amuro 0082 (機動戦士ガンダム THE ORIGIN －アムロ0082－, Kidou Senshi Gundam - The Origin - Amuro 0082?), pré-publié dans les magazines Comic Walker et Gundam Ace ; 4 volumes chez Kadokawa Shoten[BU 19].
- 2018 : Inui to Tatsumi -Siberia Shuppei Hishi- (乾と巽ーシベリア出兵秘史ー?), pré-publié dans le magazine Afternoon ; 1 volumes (en cours) chez Kodansha[BU 20].

### Nouvelle
- 1980 : Dirty Pair no Daibouken (ダーティペアの大冒険, Daatipea no Daibouken?) (illustrations), de Haruka Takachiro, publié chez Hayakawa Publishing[BU 21].
- 2006 : Mobile Suit Gundam Unicorn (機動戦士ガンダムUC, Kidou Senshi Gundam UC?) (illustrations), pré-publié dans le magazine Gundam Ace ; 11 volumes chez Kadokawa Shoten[BU 22].

## Récompenses
En 1990, le mangaka reçoit le Prix d'Excellence de l'Association des auteurs de bande dessinée japonais pour Namuji.
En 2012, il reçoit le Prix Seiun du Meilleur Manga pour Mobile Suit Gundam: The Origin (機動戦士ガンダムTHE ORIGIN, Kidou Senshi Gundam - The Origin).

## Sources
- (en) Cet article est partiellement ou en totalité issu de l’article de Wikipédia en anglais intitulé « Yoshikazu Yasuhiko » (voir la liste des auteurs).